# پتروپاولوفکا (شهرستان آرخانگلسکی، باشقیرستان)
پتروپاولوفکا (به لاتین: Petropavlovka) یک منطقهٔ مسکونی در روسیه است که در باشقیرستان واقع شده‌است.